# Calanasan
Calanasan, oficialmente Municipalidade de Calanasan, (em ilocano: Ili ti Calanasan; em tagalo:  Bayan ng Calanasan) (anteriormente conhecido como Bayag, que significa "lento") é um município de  primeira classe de renda municipal (d) na província Apayao, nas Filipinas. De acordo com o censo de 1 de maio  de  2020 possui uma população de 12 550 pessoas e 2 607 domicílios. 
Sua área de terra é 1.256 quilômetros quadrados, tornando-o o maior município da província. Calanasan é a fonte do rio Apayao, que deságua no Mar da China Meridional e é o único rio navegável em Apayao.

## Geografia
De acordo com a Autoridade de Estatísticas das Filipinas, a municipalidade possui uma área de de 1.256 quilômetros quadrados constituindo 28.46% dos 4.413 quilômetros quadrados de área total de Apayao.
Calanasan fica a 607 quilômetros (380 mi) ao norte de Manila e localizado na seção noroeste de Apayao, na fronteira com Santa Praxedes e Claveria no norte, Adams e Carasi no oeste, Solsona no sudoeste, Kabugao no sul e Luna e algumas partes de Kabugao no leste.

### Bairros
Calanasan é politicamente subdividido em 20 bairros.
- Butao
- Cadaclan
- Langnao
- Lubong
- Naguilian
- Namaltugan
- Poblacion
- Sabangan
- Santa Filomena
- Tubongan
- Tanglagan
- Tubang
- Don Roque Ablan Sr.
- Eleazar
- Eva Puzon
- Kabugawan

### Clima
| Dados climáticos para Calanasan, Apayao                                                     | Dados climáticos para Calanasan, Apayao | Dados climáticos para Calanasan, Apayao | Dados climáticos para Calanasan, Apayao | Dados climáticos para Calanasan, Apayao | Dados climáticos para Calanasan, Apayao | Dados climáticos para Calanasan, Apayao | Dados climáticos para Calanasan, Apayao | Dados climáticos para Calanasan, Apayao | Dados climáticos para Calanasan, Apayao | Dados climáticos para Calanasan, Apayao | Dados climáticos para Calanasan, Apayao | Dados climáticos para Calanasan, Apayao | Dados climáticos para Calanasan, Apayao |
| Mês                                                                                         | Jan                                     | Fev                                     | Mar                                     | Abr                                     | Mai                                     | Jun                                     | Jul                                     | Ago                                     | Set                                     | Out                                     | Nov                                     | Dez                                     | Ano                                     |
| ------------------------------------------------------------------------------------------- | --------------------------------------- | --------------------------------------- | --------------------------------------- | --------------------------------------- | --------------------------------------- | --------------------------------------- | --------------------------------------- | --------------------------------------- | --------------------------------------- | --------------------------------------- | --------------------------------------- | --------------------------------------- | --------------------------------------- |
| Média alta °C (°F)                                                                          | 24 (75)                                 | 26 (79)                                 | 28 (82)                                 | 30 (86)                                 | 29 (84)                                 | 29 (84)                                 | 28 (82)                                 | 28 (82)                                 | 28 (82)                                 | 27 (81)                                 | 26 (79)                                 | 24 (75)                                 | 27.3 (80.9)                             |
| Média baixa °C (°F)                                                                         | 18 (64)                                 | 18 (64)                                 | 19 (66)                                 | 21 (70)                                 | 23 (73)                                 | 23 (73)                                 | 23 (73)                                 | 23 (73)                                 | 22 (72)                                 | 21 (70)                                 | 20 (68)                                 | 19 (66)                                 | 20.8 (69.3)                             |
| Média precipitação mm (pol.)                                                                | 55 (2.17)                               | 41 (1.61)                               | 37 (1.46)                               | 41 (1.61)                               | 184 (7.24)                              | 215 (8.46)                              | 261 (10.28)                             | 256 (10.08)                             | 245 (9.65)                              | 216 (8.5)                               | 142 (5.59)                              | 129 (5.08)                              | 1 822 (71,73)                           |
| Média de dias chuvosos                                                                      | 14.1                                    | 11.1                                    | 11.8                                    | 12.5                                    | 21.8                                    | 25.2                                    | 25.5                                    | 24.9                                    | 23.8                                    | 18.2                                    | 16.4                                    | 17.0                                    | 222.3                                   |
| Fonte: Meteoblue (Use with caution: this is modeled/calculated data, not measured locally.) |                                         |                                         |                                         |                                         |                                         |                                         |                                         |                                         |                                         |                                         |                                         |                                         |                                         |